# Hyptiotes paradoxus
Hyptiotes paradoxus là một loài nhện trong họ Uloboridae. Loài này phân bố ở vùng tây Cổ bắc giới.
Kích thước của con cái là 5 – 6 mm, của con đực là 3–4 mm.